# جوي بانيرجي
جوي بانيرجي (بالإنجليزية: Joy Banerjee)‏ هو سياسي هندي، ولد في 23 مايو 1963. حزبياً، نشط في بهاراتيا جاناتا.